# Egizia
Egizia ist ein Brettspiel für 2–4 Spieler, das im antiken Ägypten der Pyramidenbauer spielt. Der Name ist das italienische Wort für altägyptisch. Die Spieleautoren sind die Italiener Stefano Luperto, Flaminia Brasini, Virginio Gigli und Antonio Tinto, die sich als Spielewerkstatt „Acchittocca“ nennen.

## Thema und Ziel des Spiels
Die Spieler besetzen mit Schiffen Felder am Nil, besorgen sich Bautrupps und Steine, um an großen Bauwerken (Pyramiden, Obelisken etc.) mitzuwirken. In fünf Runden, die unterteilt sind in Einsetz- und Versorgungsphase, gilt es Siegpunkte zu sammeln. 
Egizia ist ein anspruchsvolles Worker Placement-Strategiespiel, das 2010 den 7. Platz beim Deutschen Spielepreis belegte, sowie international einige Auszeichnungen bekam.